# James W. Wilson

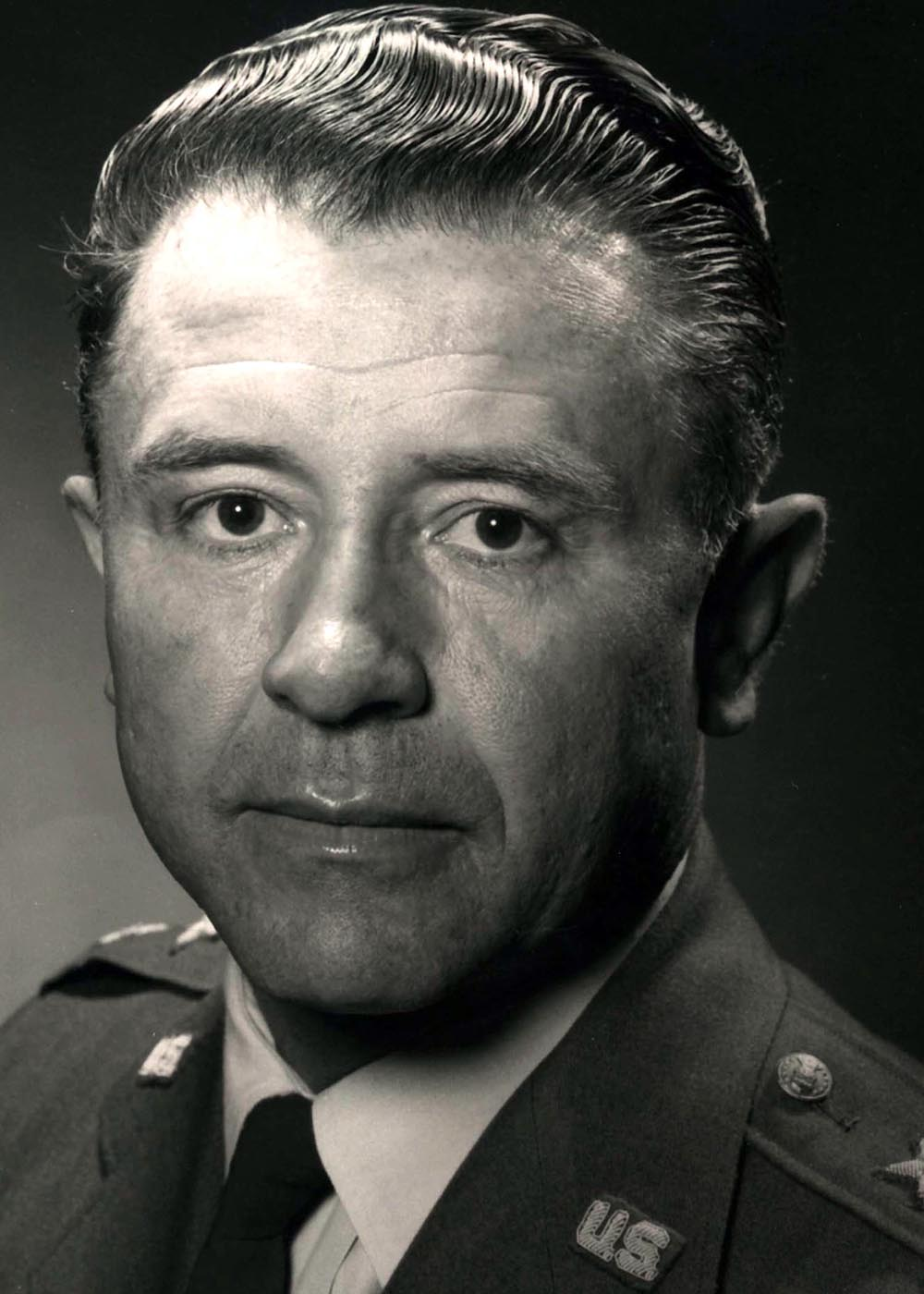
James W. Wilson

James Walter Wilson (* 7. März 1917 in Rawlins, Wyoming; † 5. Oktober 2001 in Palm Desert, Kalifornien) war ein Generalleutnant der United States Air Force. Er war unter anderem Kommandeur der 13. Luftflotte.

## Leben
In den Jahren 1935 bis 1939 besuchte James Wilson die United States Military Academy in West Point. In der Army bzw. ab 1947 in der United States Air Force durchlief er anschließend alle Offiziersränge vom Leutnant bis zum Drei-Sterne-General. Nach seiner Graduation wurde er dem United States Army Air Corps zugeteilt, aus dem im Jahr 1941 die United States Army Air Forces hervorgingen.
Im Lauf seiner militärischen Karriere absolvierte er verschiedene Kurse und Schulungen. Dazu gehörten unter anderem eine Ausbildung zum Kampfpiloten und weitere Fortbildungskurse als Pilot neuer Flugzeugtypen, die Air University und das Air Command and Staff College, das sich auf der Maxwell Air Force Base befindet.
In seinen frühen Jahren als Offizier der Luftwaffe war er an verschiedenen Stützpunkten in den Vereinigten Staaten stationiert. Im April 1942 erhielt er das Kommando über die 423. Bomberschwadron (423d Bombardment Squadron), die damals noch auf dem Hammer Field, einer Flugbasis bei Fresno in Kalifornien, stationiert war. Im September 1942 wurde er mit seiner Schwadron nach England verlegt und im damals bereits laufenden Zweiten Weltkrieg eingesetzt. Wilson flog mit seiner Einheit Luftangriffe auf Nazi-Deutschland. Im Juli 1943 wurde er während eines Einsatzes verwundet, worauf er in die Vereinigten Staaten zur Genesung zurückkehrte.
Nach zwischenzeitlich anderen Verwendungen als Stabs- und Ausbildungsoffizier in den Vereinigten Staaten kehrte er im August 1944 nach England zurück, wo er das Kommando über die 92. Bombergruppe (92nd Bombardment Group) erhielt. Nach dem Ende des Krieges kehrte er im Oktober 1945 in die USA zurück. Im Jahr 1946 gehörte er dem Stab der neugegründete Air University an, an der er im Jahr 1947 dann auch studierte. Im gleichen Jahr wurde er in die damals als eigenständige Waffengattung neu geschaffene U.S. Air Force übernommen.
Im weiteren Verlauf wurde er Verbindungsoffizier im Hauptquartier der Air Force zum US-Repräsentantenhaus. Im August 1952 wurde er auf die MacDill Air Force Base in Florida versetzt. Dort übernahm er das Kommando über das 305. Bombergeschwader (305th Bombardment Wing). Im Jahr 1953 kommandierte er für neun Monate das 307. Bombergeschwader (307th Bombardment Wing) in Okinawa in Japan. Anschließend übernahm er erneut das Kommando über das 305. Bombergeschwader.
Im Februar 1956 übernahm James Wilson auf der Schilling Air Force Base in Kansas den Oberbefehl über die 802. Luftdivision (802nd Air Division). Anschließend wurde er auf die Platsburgh Air Force Base im Bundesstaat New York versetzt, wo er zwischen März 1958 und Juni 1959 die 820. Luftdivision (820th Air Division) kommandierte. Daran schloss sich eine Versetzung zum Stab des Strategic Air Commands (SAC) an. Dort fungierte er zunächst als Generalinspekteur dieses Kommandos. Später gehörte er dessen Stabsabteilung für Materialverwaltung (director of materiel) an. Als Nächstes wurde er auf die March Air Force Base in Kalifornien beordert, wo er zwischen Juli 1964 und Juli 1965 stellvertretender Kommandeur der 15. Luftflotte war.
Am 1. Juli 1965 übernahm Wilson auf der Clark Air Base auf den Philippinen als Nachfolger von Sam Maddux Jr. das Kommando über die 13. Luftflotte (Thirteenth Air Force). Dieses Amt bekleidete er bis zum 1. August 1967, als Benjamin O. Davis Jr. seine Nachfolge antrat. Sein letzter Auftrag führte ihn auf die Scott Air Force Base in Illinois. Dort war er zwischen August 1967 und dem 1. Februar 1970 stellvertretender Kommandeur des Military Air Lift Command, aus dem später das Air Mobility Command hervorgehen sollte. Anschließend schied er aus dem aktiven Militärdienst aus.
Er starb am 5. Oktober 2001 und wurde auf dem Friedhof der United States Air Force Academy in Colorado Springs beigesetzt.

## Orden und Auszeichnungen
James Wilson erhielt im Lauf seiner militärischen Laufbahn unter anderem folgende Auszeichnungen:
- Distinguished Service Cross
- Air Force Distinguished Service Medal
- Silver Star
- Legion of Merit
- Distinguished Flying Cross
- Air Medal
- Air Force Commendation Medal
- Purple Heart